# Vancouver Royal Canadians 1967
Questa pagina raccoglie i dati riguardanti i Vancouver Royal Canadians nelle competizioni ufficiali della stagione 1967.

## Stagione
Nell'estate 1967 il club inglese del Sunderland disputò il campionato nordamericano organizzato dalla United Soccer Association: accadde infatti che tale campionato fu disputato da formazioni europee e sudamericane per conto delle franchigie ufficialmente iscritte al campionato, che per ragioni di tempo non avevano potuto allestire le proprie squadre. Il Sunderland rappresentò i Vancouver Royal Canadians, che conclusero la Western Division, con 3 vittorie, 5 pareggi e 4 sconfitte, al quinto posto finale. La finale vide i Washington Whips, rappresentati dall'Aberdeen, cedere ai Los Angeles Wolves, rappresentati dai Wolverhampton.

## Organigramma societario
Area direttiva
- Presidente: E.G. Eakins

Area tecnica
- Allenatore: Ian McColl

## Rosa
| N. |                             | Ruolo | Calciatore       |
| -- | --------------------------- | ----- | ---------------- |
| 1  | Inghilterra (bandiera)      | P     | Jimmy Montgomery |
| 2  | Inghilterra (bandiera)      | D     | Cecil Irwin      |
| 3  | Irlanda del Nord (bandiera) | D     | John Parke       |
| 4  | Inghilterra (bandiera)      | D     | Colin Todd       |
| 5  | Scozia (bandiera)           | C     | George Kinnell   |
| 6  | Scozia (bandiera)           | C     | Jim Baxter       |
| 7  | Inghilterra (bandiera)      | A     | Allan Gauden     |
| 8  | Scozia (bandiera)           | A     | John O'Hare      |
| 9  | Scozia (bandiera)           | A     | Neil Martin      |

| N. |                             | Ruolo | Calciatore     |
| -- | --------------------------- | ----- | -------------- |
| 10 | Scozia (bandiera)           | A     | George Herd    |
| 11 | Scozia (bandiera)           | A     | George Mulhall |
| 12 | Inghilterra (bandiera)      | D     | Jim Shoulder   |
| 13 | Inghilterra (bandiera)      | P     | Derek Forster  |
| 14 | Inghilterra (bandiera)      | A     | Colin Suggett  |
| 15 | Inghilterra (bandiera)      | D     | Brian Heslop   |
| 16 | Scozia (bandiera)           | A     | Billy Hughes   |
|    | Irlanda del Nord (bandiera) | C     | Martin Harvey  |

## Risultati
Ogni squadra disputava dodici incontri.
| 28 maggio 1967 | S.F. Gales | 6 – 1 | Vancouver Royal Canadians | Kezar Stadium |

| 4 giugno 1967 | Detroit Cougars | 1 – 1 | Vancouver Royal Canadians | Tiger Stadium |

| 7 giugno 1967 | Vancouver Royal Canadians | 4 – 1 | Dallas Tornado | Empire Stadium (10.053 spett.) |

| 11 giugno 1967 | Vancouver Royal Canadians | 1 – 0 | Boston Rovers | Empire Stadium (7.616 spett.) |

| 14 giugno 1967 | L.A. Wolves | 5 – 1 | Vancouver Royal Canadians | Memorial Coliseum |

| 18 giugno 1967 | Vancouver Royal Canadians | 1 – 4 | Houston Stars | Empire Stadium (6.785 spett.) |

| 21 giugno 1967 | Vancouver Royal Canadians | 2 – 4 | Toronto City | Empire Stadium (5.114 spett.) |

| 25 giugno 1967 | Toronto City | 2 – 2 | Vancouver Royal Canadians | Varsity Stadium |

| 28 giugno 1967 | Washington Whips | 1 – 1 | Vancouver Royal Canadians | D.C. Stadium |

| 1 luglio 1967 | Chicago Mustangs | 2 – 2 | Vancouver Royal Canadians | Comiskey Park |

| 5 luglio 1967 | Vancouver Royal Canadians | 1 – 1 | N.Y. Skyliners | Empire Stadium (6.533 spett.) |

| 8 luglio 1967 | Vancouver Royal Canadians | 3 – 1 | Cleveland Stokers | Empire Stadium (6.012 spett.) |

## Statistiche

### Statistiche di squadra
| Competizione | Punti | In casa | In casa | In casa | In casa | In casa | In casa | In trasferta | In trasferta | In trasferta | In trasferta | In trasferta | In trasferta | Totale | Totale | Totale | Totale | Totale | Totale |
| Competizione | Punti | G       | V       | N       | P       | Gf      | Gs      | G            | V            | N            | P            | Gf           | Gs           | G      | V      | N      | P      | Gf     | Gs     |
| ------------ | ----- | ------- | ------- | ------- | ------- | ------- | ------- | ------------ | ------------ | ------------ | ------------ | ------------ | ------------ | ------ | ------ | ------ | ------ | ------ | ------ |
| USA          | 11    | 6       | 3       | 1       | 2       | 12      | 11      | 6            | 0            | 4            | 2            | 8            | 17           | 12     | 3      | 5      | 4      | 20     | 28     |